# Rybniční potok (přítok Včelínku)
Rybniční potok také Mlýnský potok nebo Steinabrunnský potok (něm. Mühlbach) je pravostranný přítok a nejdelší zdrojnice potoka Včelínku na pomezí Moravy a Rakouska. Naprostá většina toku se nachází v Dolních Rakousích.

## Průběh toku
Rybniční potok pramení v lokalitě Kühberg v městysu Falkenstein v rakouském Weinviertelu. Jeho horní tok vede východním směrem k Poysbrunnu, kde se stáčí na severovýchod a poté je přemostěn Brünner Straße.
Na jeho středním toku protéká potok západním úpatím Starých hor a Kamenných hor, dále severním směrem přes Steinebrunn a východně od Drasenhofenu. V tomto úseku potok protéká paralelně s českou hranicí v délce jednoho kilometru.
Na dolním toku tvoří potok zpočátku v délce 400 m hranici s Rakouskem a poté na posledních 650 m teče zcela na českém území. Krátce před ústím protéká potok pod historickým cihlovým mostem k bývalému Tichému ostrovu a železniční tratí Břeclav–Znojmo. Po 13 km od pramene ústí potok v Novém rybníce do Včelínku.

## Historie
Kolem roku 1400 byla podél potoka vybudována kaskáda jedenácti rybníků. Kvůli bouři 28. září 1814 se protrhla hráz prvního rybníka, ostatní rybníky po proudu byly také zničeny povodněmi. Rybniky byly poté přeměněny na ornou půdu. Nejzachovalejší je hráz šestého rybníka na jižním okraji Steinebrunnu, po které vede ulice Am Damm.
Pod Steinebrunnem byla vodní energie používána k pohonu dvou vodních mlýnů – Herrnmühle a Tremermühle, později Glasermühle.
Rybniční potok původně tekl zcela na dolnorakouském území; hranici s Moravou tvořil potok Včelínek. Po vybudování rybníka Portz (v současnosti Nový rybník) ústil potok do rybníka, kterým procházela státní hranice. V roce 1826 byl celý Nový rybník, včetně ostrova, přiřazen k moravskému panstvu Mikulov, takže ústí potoka bylo opět přímo na hranici. Kolem roku 1855 byl rybník Portz vypuštěn, vysušen a pozemky rozparcelovány. Tok se tak na moravském území prodloužil a ústí do Včelínku se posunulo k Sedleckému mlýnu. V roce 1872 byl rybník Portz přehrazen a potok přemostěn železniční tratí Břeclav–Znojmo.
Rybník byl opět přehrazen v 50. letech 20. stol. ve výrazně redukované podobě, přičemž jižní třetina rybníka již nebyla zaplavena. Na vysušeném území se nachází taktéž cihlový most k Tichému ostrovu.

## Současný stav
Rybniční potok protéká v Dolním Rakousku intenzivně využívanými zemědělskými oblastmi. Vzhledem k antropogenním změnám je jeho ekologický stav označován jako zlý, zatímco chemický stav je velmi dobrý.

## Přítoky
- Neuberger Graben (p), pod Poysbrunnem
- Ebersleithengraben nebo Lüssgraben (l), při Brünner Strasse
- Tännaugraben (p), nad Steinebrunnem
- Stützenhofner Bach (l), ve Steinebrunnu
- Drasenbach (l), poblíž Drasenhofenu